# Aletsch Arena
Die Aletsch Arena AG führt im Auftrag der Gemeinden Mörel-Filet, Riederalp, Bettmeralp, Fiesch, Fieschertal, Lax sowie der Aletsch Bahnen AG die Aufgaben Information, Animation, Werbung und Verkauf für den örtlichen Tourismus in der Aletsch Arena aus. Daneben übernimmt der Verein Aletsch Tourismus die Interessenvertretung gemäss dem Tourismusgesetz. Die Aletsch Arena AG zählt zu den grössten Tourismusunternehmen im Wallis.

## Winter

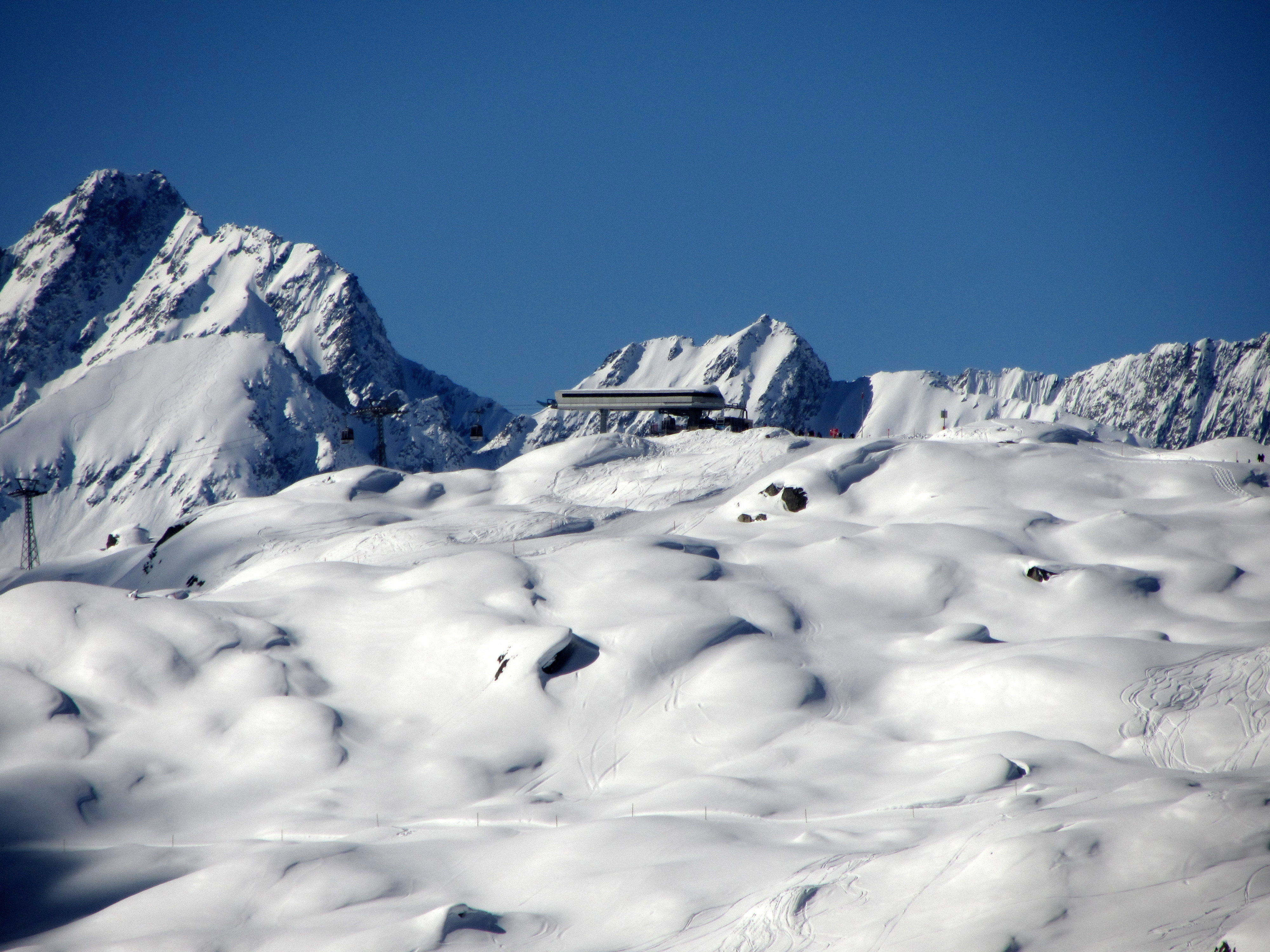
Aletsch-Arena 2013

Das Skigebiet liegt im UNESCO-Weltnaturerbe Schweizer Alpen Jungfrau-Aletsch. Die Skipisten haben teilweise direkten Anschluss an die Matterhorn-Gotthard-Bahn (und in Brig an die Schweizerischen Bundesbahnen). 35 unterschiedliche Verkehrsmittel des Personentransports brachten im Jahre 2012 34.000 Skifahrer pro Stunde in dem Gebiet zu den insgesamt 104 Pistenkilometern. Zusätzlich bestehen 11 km Langlaufloipen und Winterwanderwege von insgesamt 75,5 km Länge. 260 Schneeerzeuger beschneien im Winter 62 % der Pisten.
| Bahnen            | Riederalp | Bettmeralp | Fiesch-Eggishorn | Summe  |
| ----------------- | --------- | ---------- | ---------------- | ------ |
| Standseilbahnen   | 0         | 1          | 0                | 1      |
| Luftseilbahnen    | 1         | 3          | 3                | 7      |
| Gondelbahnen      | 3         | 1          | 0                | 4      |
| Sesselbahnen      | 2         | 3          | 3                | 8      |
| Schlepplifte      | 4         | 5          | 5                | 14     |
| Magic Carpet      | 0         | 1          | 0                | 1      |
| Halfpipe          | 0         | 1          | 0                | 1      |
| Funparks          | 0         | 1          | 2                | 3      |
| Snowparks         | 0         | 1          | 0                | 1      |
| Kinderparks       | 1         | 2          | 1                | 4      |
| Schneeerzeuger    | 93        | 132        | 35               | 260    |
| Beschneite Pisten | 76 %      | 70 %       | 40 %             | 62 %   |
| Pistenkilometer   |           |            |                  | 104 km |
| Blau              |           |            |                  | 42 km  |
| Rot               |           |            |                  | 50 km  |
| Schwarz           |           |            |                  | 12 km  |
| Skirouten         |           |            |                  | 15 km  |
| Flutlicht         |           |            |                  | 1 km   |

## Sommer
Im Sommer umfasst das Gebiet 150 Kilometer Wanderwege und 100 km Mountain-Bike-Trails.

## Auszeichnungen
Beim jährlich durchgeführten Wettbewerb Best Ski Resort 2012 in Innsbruck, an dem 55 Top-Skigebiete aus Österreich, Deutschland, Italien, Frankreich und der Schweiz teilnahmen, belegte die Aletsch Arena den dritten Platz hinter Saas Fee (Schweiz) und Serfaus–Fiss–Ladis (Tirol).